# Pepe Justicia
Pepe Justicia (Mancha Real, Jaén, 19 de marzo de 1960-10 de noviembre de 2024) fue un guitarrista flamenco autodidacta español, seguidor de las escuela guitarrística de Paco de Lucía y sus directos antecesores Sabicas, Niño Ricardo, Ramon Montoya, Diego del Gastor etc. 

## Historial
Sus primeros pasos con la guitarra los dio de mano de su hermano Manuel, aficionado a la guitarra, quien le enseñó los primeros acordes a la edad de cuatro años. La guitarra se convirtió en uno de los juegos habituales con sus amigos en la calle, con los que aprendía de los discos canciones de The Beatles, Creedence Clearwater Revival, Carlos Santana o Paco de Lucía. Al mismo tiempo que descubrìa los temas populares de su tierra. Aprende a descifrar partituras intentando interpretar las composiciones clásicas para guitarra de Tárrega, Albéniz, Sor, Aguado...Junto a los gitanos de Jaén explora el mundo del flamenco, sus ritmos y códigos, lo que va definiéndolo gradualmente como guitarrista flamenco aunque sin dejar de aproximarse a otros mundos musicales, como el folk, el rock, el pop y el jazz. 
Acompañante del cante y del baile durante algunos años, más tarde se define como concertista de guitarra flamenca, ofreciendo recitales por todo el mundo. Ha sido galardonado con los más prestigiosos premios del ámbito flamenco (Premio Internacional de Guitarra Flamenca, Jerez 1987 y 1999; Premio Nacional de la Crítica al mejor disco de Guitarra Flamenca en 2003...). Desde el año 2007 es profesor de Guitarra Flamenca en el Conservatorio Superior de Danza de Màlaga.
Entre sus principales influencias musicales, aparte del flamenco, se puede remarcar su estudio de la música barroca, especialmente Bach (en 2016 edita una versión aflamencada de las Variaciones Goldberg), músicos de Jazz, especialmente los grandes pianistas, entre los que incluye a su amigo Henry Vincent, y la música brasileña.

## Discografía
1. Xauen (1987)
2. Azules (1992)
3. Dunas (1995)
4. Poesía para seis cuerdas (2001)
5. Solo agua (2002)
6. ...Y tiempo (Editada por el sello discográfico como Sevilla)(2003)
7. Trece noches (2006)
8. Goldberg en flamenco (2016)
9. Deshojando margaritas (2016)